# 丹尼·埃弗里特
丹尼·埃弗里特（英語：Danny Everett，1966年11月1日—），美国男子田径运动员。他曾代表美国参加1988年和1992年夏季奥林匹克运动会田径比赛，获得一枚金牌和一枚铜牌。